# DVD

Logo del DVD

Il DVD (acronimo di Digital Versatile Disc o Digital Video Disc, lett. "disco versatile digitale" o "disco video digitale") è un supporto di memoria di tipo ottico, letto con un lettore DVD.

## Storia

Confronto fra diversi supporti ottici

Prima dell'avvento del DVD (avvenuto nel 1995), ci fu il Video CD (VCD), che nel 1993 fu il primo sistema per la distribuzione digitale dei film codificati in standard di 120 millimetri dischi ottici. Il DVD è il prodotto della cooperazione di alcune fra le maggiori aziende nel campo della ricerca e dell'elettronica di consumo: l'associazione d'imprese che si incaricò di redigere le specifiche del nuovo supporto, era infatti formata da: Philips, Sony, Matsushita, Hitachi, Warner, Toshiba, JVC, Thomson e Pioneer. L'intento era quello di creare un formato di immagazzinamento di grandi quantità di video digitali che fosse accettato senza riserve da tutti i maggiori produttori, evitando quindi tutti i problemi di incertezza del mercato dovuti alla concorrenza fra formati che si erano presentati al tempo dell'introduzione delle videocassette per uso domestico.
Il DVD Forum individua 3 principali campi d'applicazione per il DVD:
1. il DVD-Video, destinato a contenere film, in sostituzione della videocassetta;
2. il DVD-Audio, pensato per sostituire il CD Audio grazie a una maggiore fedeltà e capacità;
3. il DVD-ROM, destinato a sostituire il CD-ROM.

Sia nel DVD-Video che nel DVD-Audio erano previsti sistemi di protezione in grado di disincentivare la duplicazione dei contenuti. A causa di problemi nello sviluppo di sistemi di protezione adeguati, lo standard DVD-Audio sembrò essere l'applicazione meno fortunata del formato DVD. Al contrario lo standard DVD-Video e DVD-ROM sono apparsi sul mercato dal 1999, ottenendo negli anni successivi notorietà e successo commerciale.

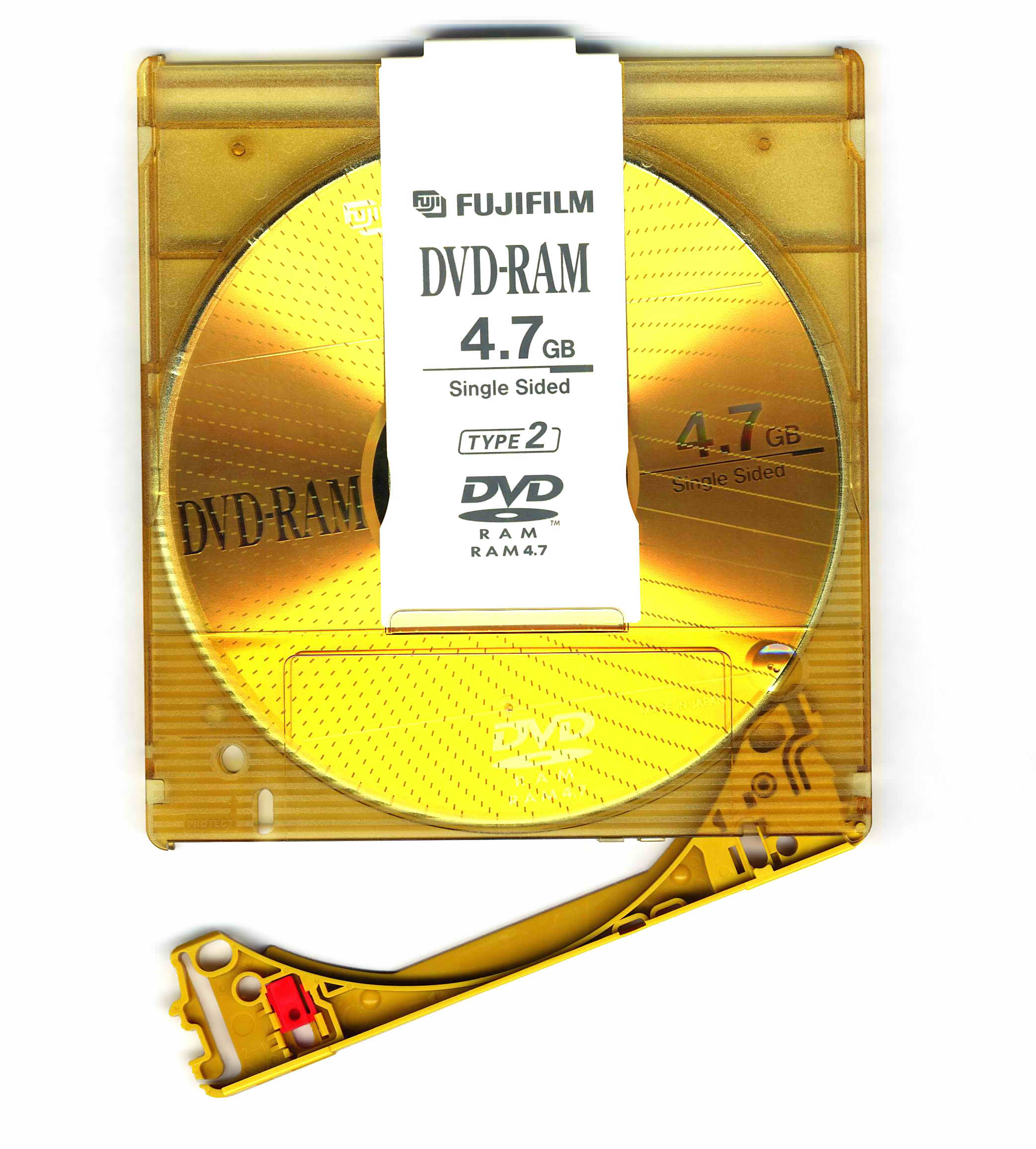
DVD-RAM

In un secondo momento, lo stesso DVD Forum introdusse gli standard per i formati registrabili del DVD. Formalizzato all'inizio del 1999, il formato DVD-R è lo standard ufficiale per i DVD Registrabili. Esso si suddivide nei formati "DVD-R for authoring" e "DVD-R for general use". I primi sono destinati alla creazione di copie di video protette da diritto d'autore, necessitano di uno speciale masterizzatore e sono in grado di implementare i sistemi di protezione dalla duplicazione. La differenza fondamentale tra i due formati risiede nella diversa lunghezza d'onda del laser: 635 nm per il DVD-R(A) e 650 nm per il DVD-R(G). I secondi sono in grado di contenere qualunque tipo di materiale, ma non sono compatibili con i sistemi di protezione utilizzati nei DVD-Video.
Nel 2000 venne formalizzato lo standard DVD-RW, che ricalca le caratteristiche dei DVD-R "for general use", ma con la possibilità di essere riutilizzato fino a mille volte (teoricamente).
Negli anni necessari alla formalizzazione dello standard DVD-R, vennero commercializzati altri 2 formati per la registrazione in formato DVD: il DVD+R (e DVD+RW) dal consorzio Sony-Philips ed il formato DVD-RAM, supportato da Matsushita e JVC. Questi formati differiscono notevolmente dal formato DVD-R in termini tecnici, anche se i più moderni lettori e masterizzatori sono in grado di supportare DVD registrabili in qualunque formato (con qualche riserva per il DVD-RAM). Il DVD-R/-RW e il DVD+R/+RW usano una tecnica di registrazione elicoidale. Il DVD-RAM usa una tecnica di registrazione a cerchi concentrici, similare a un HardDisk, al quale è assimilabile nell'uso.
Successiva è l'introduzione di standard per la masterizzazione di DVD a doppio strato, simili al DVD-9 industriale, e con una capienza di circa 8,5 GB di informazioni. Anche in questo caso la cordata Sony-Philips ha giocato d'anticipo, commercializzando il formato DVD+R Double Layer (cosiddetto DVD+R DL) fin dal 2002, mentre solo nel 2004 si è formalizzato lo standard ufficiale DVD-R DL.

## Il DVD-Video

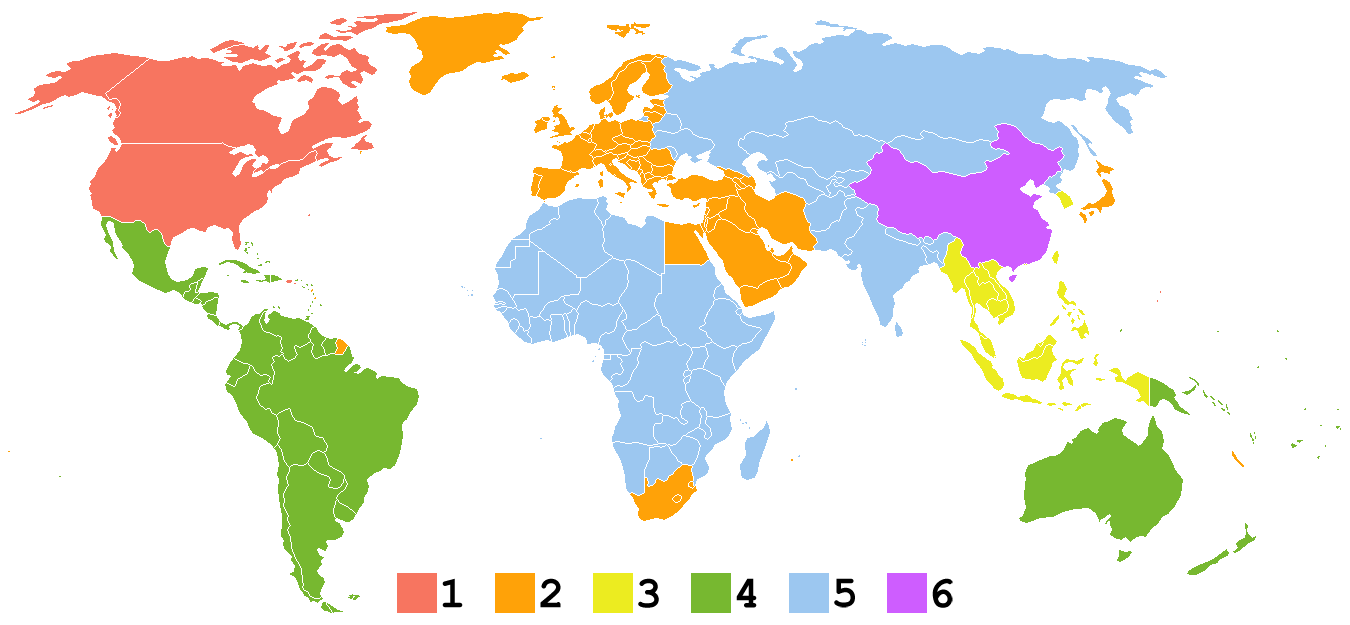
Le zone del DVD

I DVD-Video sono supporti digitali in grado di contenere fino a 240 minuti di materiale video in formato MPEG-2. L'audio può essere in formato non compresso PCM (da 1 a 8 canali), in formato Dolby Digital AC3 (che prevede da 1 a 6 canali), in formato DTS (fino a 8 canali) o in formato MPEG.
I DVD-Video in commercio possiedono un codice detto codice regionale per poter essere riprodotto, usando un lettore DVD da tavolo, solo in una determinata zona del mondo (il globo è stato suddiviso in aree dalle major cinematografiche).
I codici regionali dei DVD-Video sono i seguenti:
0 - Tutto il mondo (nessuna restrizione)
1 - Canada, USA e suoi territori
2 - Europa, Giappone, Hong Kong, Macao, Sudafrica, Medio Oriente, Egitto e dipendenze danesi, francesi, olandesi e britanniche
3 - Sudest asiatico
4 - Australia, Nuova Zelanda, America centrale e meridionale
5 - Russia, India, Asia nordovest e Africa tranne Egitto e Sudafrica
6 - Repubblica Popolare Cinese (tranne Hong Kong e Macao)
7 - Riservato (screener per critici, distributori, addetti ai lavori in generale)
8 - Speciali sedi di riunioni (aeroplani e navi, in grado di spostarsi tra differenti regioni; hotel, etc.)

## Il DVD-Audio
Il formato DVD-Audio ha subito numerosi slittamenti per problemi tecnici. Questo formato (DVDA) è stato progettato per fornire una qualità sonora notevolmente migliore di quella del CD Audio (CDDA). Malauguratamente, i sistemi di protezione dalla copia illegale implementati nel DVDA si sono rivelati molto efficaci dal punto di vista della sicurezza, ma terribilmente invasivi dal punto di vista della qualità complessiva del suono. In pratica il risultato sonoro era addirittura inferiore a quello dei normali CDDA, tanto che si è dovuto cercare altri sistemi di protezione che avessero un effetto meno marcato sulla qualità del suono.
Nel frattempo il consorzio Sony-Philips ha introdotto, ritagliandosi una piccola fetta nel mercato audiofilo, il formato concorrente Super Audio CD SACD.
Altro elemento che ha concorso al fallimento del formato DVD-Audio è la sua totale incompatibilità con i lettori DVD-Video.

## Caratteristiche tecniche
Le capacità dei DVD di produzione industriale sono di sei tipi:
- DVD-1, detto più comunemente Mini DVD: 1,4 GB Lato unico e singolo strato, con diametro minore di 120 mm
- DVD-3: 2,8 GB Double layer Lato unico e doppio strato, con diametro minore di 120 mm
- DVD-5: 4,7 GB Lato unico e singolo strato
- DVD-9: 8,5 GB Lato unico e doppio strato
- DVD-10: 9,4 GB Due lati e singolo strato
- DVD-18: 17 GB Due lati e doppio strato

I DVD "double layer" (o dual layer) permettono una doppia incisione nello stesso lato. La capacità del supporto non raddoppia esattamente, perché una parte di memoria è dedicata alla creazione di un indice e al controllo della distribuzione dei dati.
Il double side o "doppio lato" è un supporto che può essere inciso o riscritto da tutti e due i lati.
Per il double layer occorre un particolare masterizzatore con tale funzionalità. Per il double side è sufficiente avere un supporto a doppio lato, che viene inciso con i comuni masterizzatori, semplicemente girando il disco.
La memorizzazione delle informazioni avviene sullo "strato di incisione", tramite un laser, focalizzato su esso, che ne modifica la riflettività, riproducendo la sequenza 0, 1 di bit. Ogni strato è suddiviso in tracce circolari e concentriche di 0,74 micrometri. In lettura la luce laser viene riflessa dallo strato di memorizzazione in modo diverso a seconda dell'indice di riflessione e conoscendo la velocità di rotazione del disco e la traccia su cui si sta leggendo, si può risalire alla sequenza di bit memorizzati.
La minima velocità di trasmissione dati da un DVD è otto volte maggiore di quella di un CD, cosicché un lettore DVD da 1x è quasi equivalente ad un lettore CD da 8x. Più precisamente, 1x per un lettore DVD equivale a 1350 kB/s, mentre 1x per un lettore CD equivale a 150 kB/s.
Il file system largamente usato nei DVD-ROM è l'UDF (Universal Disk Format).

## Dimensioni
- Diametro esterno del disco DVD: 120 mm (12 cm);
- Diametro foro centrale: 15 mm (1,5 cm);
- Diametro esterno della parte stampabile: 118 mm (11,8 cm);
- Diametro interno della parte stampabile: 22 mm (2,2 cm).
- Altezza disco: 0,15 cm (1,5 mm)

## DVD-D
È possibile distribuire anche DVD-D, ovvero DVD a scadenza aventi i medesimi standard di un DVD a doppio strato, ma che si differenziano da questo per la durata fisica della traccia che contengono. La parte centrale contiene una sostanza citrica che, a contatto con il raggio ottico del lettore, viene lentamente sprigionata ed entro 48 ore rende il DVD inservibile avendone deteriorato la traccia.
Esistono vari brevetti per realizzare questi nuovi supporti. Negli Stati Uniti questa tecnologia veniva sviluppata con il marchio Flexplay dalla Flexplay Technologies, società fondata nel 1999 da Yannis Bakos e Erik Brynjolfsson.
Una tecnologia simile è utilizzata dalla Disney con il nome ez-D.
Un'altra tecnologia simile, SpectraDisc, veniva sviluppata dalla SpectraDisc Corporation, acquistata interamente dalla Flexplay Technologies nel 2003.
In Italia i DVD a scadenza sono detti DVD Time e sono distribuiti dalla 01 Distribution. La distribuzione in Italia dei film su questo formato iniziò nel 2006 con A History of Violence.
Questi supporti hanno il vantaggio che il film può essere preso a noleggio senza doverlo riportare in videoteca.

## L'avvenire dei DVD
Seppure in parte superata, la tecnologia dei DVD rappresenta ancora l'84% del mercato, anche se il Blu-ray è in costante ascesa.
Lo standard che ha raccolto l'eredità del DVD è proprio il Blu-ray Disc (BD), con una capienza base di 25 GB, e con una possibilità di contenere ben otto strati, raggiungendo una capienza fino a ben 400 GB (16 strati). Prima dell'elezione del Blu-ray, lo standard rivale HD DVD aveva tentato di imporsi, ma è scomparso dal mercato dopo l'abbandono allo sviluppo della Toshiba. Fra le cause della vittoria del Blu-ray ci sono l'adozione da parte dalla Sony per i videogiochi della PlayStation 3 e 4 e la scelta da parte della Warner Bros. di adottare questo supporto per le uscite cinematografiche home video in alta definizione ovvero per le versioni dei film sulla RAI, Mediaset e le altre reti.
Lo studio di un possibile standard che permetterebbe il successivo salto di qualità è stato approvato e pubblicato nel 2007: si tratta dell'Holographic Versatile Disc (HVD), basato sulla tecnologia delle memorie olografiche, che dovrebbe contenere tra i 300 e gli 800 gigabyte su un disco.
Nel 2010 alcuni ricercatori giapponesi hanno individuato un ossido di titanio che consentirebbe la creazione di un supporto ottico dalla capacità 200 volte superiore del Blu-ray. Mentre DVD e Blu-ray disc sono formati da leghe di germanio e altri rari materiali, in particolare antimonio e tellurio, il prezzo del composto scoperto sarebbe circa un centesimo di quello utilizzato agli inizi del ventunesimo secolo.
La dematerializzazione dei contenuti video ha però reso obsoleti molti formati, per cui nessun produttore ha ancora realizzato dischi realmente alternativi al Blu-ray che, nonostante una incomprensibile vitalità del Dvd, progredisce grazie alle sue continue evoluzioni (Blu-ray 4k e 8k), e di fatto, da quando è stato messo in commercio nel 2007 il Blu-ray resta l'unico vero supporto per contenere i film nel loro formato cinematografico originale, e soprattutto per mantenerne durata originale e corretta tonalità sonora.
Tutti i film in vendita (e a noleggio) prima in Vhs e poi in Dvd, sono sempre stati riversati con un processo di conversione chiamato "telecinema" (vedi), e questo succede anche per i film trasmessi in tv.
Questo processo converte i classici 24 fotogrammi per secondo del film proiettato al cinema (fps) a 25 fps, con una accelerazione del 4,096%.
- Questo non influisce solo sulla parte video, (con sequenze accelerate del 4,096%), ma si percepisce soprattutto sulla parte sonora, che nel Dvd oltre ad essere più veloce, è anche di una tonalità più alta del 4,096%, falsando quindi il tono corretto della voce e della musica.
Ad esempio, se un film su Dvd dura 120 minuti, è più corto di circa 5 minuti del film su Blu-Ray che ne dura circa 125 ma è la sua giusta durata; la percezione dei dialoghi su Dvd è quella che gli attori parlino in fretta: le canzoni sono alterate (più corte e con tonalità più alta) e dopo aver ascoltato lo stesso film su Blu-ray, le persone (ripensando al Dvd) hanno la sensazione che gli attori abbiano respirato elio.